# Ник Абенданон
Ник Абенданон (енгл. Nick Abendanon; 27. август 1986) енглески је рагбиста, који тренутно игра за француски клуб Клермон. У премијершипу је 9 сезона провео у Бату. У сезони 2006–2007. постигао је 10 есеја у 24 утакмице. Захваљујући сјајним партијама на клупском нивоу, добио је част да заигра за репрезентацију Енглеске. У дресу "црвених ружа" дебитовао је у јуну 2007, против репрезентације Јужноафричке Републике. Одиграо је још један тест меч против Француске у августу 2007. Ипак није упао на списак 30 играча, који ће испоставиће се освојити сребрну медаљу на светском првенству 2007. Место аријера у репрезентацији преотели су му други играчи попут Фодена и Брауна. Са Батом је освојио челинџ куп 2008. Постигао је сјајан есеј у финалу лиге шампиона 2015, против Тулона.